# Dmitri Lobanov
Dmitri Eduardovich Lobanov (tiếng Nga: Дмитрий Эдуардович Лобанов; sinh ngày 11 tháng 5 năm 1990) là một cầu thủ bóng đá người Nga. Anh thi đấu cho F.K. Torpedo Vladimir.